# Kuurne
Kuurne es un municipio de la región de Flandes, en la provincia de Flandes Occidental, Bélgica. A comienzos de 2018 contaba con una población total de 13.318 personas.

## Geografía
Se encuentra ubicada al oeste del país, al norte de Cortrique, cerca de la frontera con Francia y esta bañada por el Río Lys.
La extensión del término es de 10,01 km², con una densidad de población de 1330,69 habitantes por km².

### Secciones del municipio
El término está formado únicamente por la localidad de Lendelede.
| - Kuurne |

## Demografía

### Evolución
Todos los datos históricos relativos al actual municipio, el siguiente gráfico refleja su evolución demográfica.
| Gráfica de evolución demográfica de Kuurne entre 1846 y 2020 |
|                                                              |

Kuurne está hermanada con la localidad de Kuressaare, en Estonia.

## Enlaces relacionados
- Sitio oficial del término municipal de Kuurne

- Datos: Q731501
- Multimedia: Kuurne / Q731501